# Tokarev
Tokarev (també coneguda com a Rage) és una pel·lícula estatunidenca i francesa del 2014 dirigida per Paco Cabezas i protagonitzada per Nicolas Cage.

## Argument
Un home respectat de negocis amb un passat fosc busca venjança després que la seva filla fos segrestada per uns homes que volen concloure antics deutes.
Davant dels seus amics i familiars, en Paul Maguire (Nicolas Cage) és un home familiar i treballador. Però ells desconeixen que en Paul té un passat molt diferent, en què la vida era barata i els deutes es pagaven amb sang.

## Repartiment
- Nicolas Cage
- Rachel Nichols
- Peter Stormare
- Max Ryan
- Danny Glover
- Judd Lormand
- Max Fowler
- Michael McGrady
- Pasha D. Lychnikoff
- Patrice Cols
- Weston Cage
- Aubrey Peeples
- Jack Falahee
- Ron Goleman
- Michael Papajohn
- Amir Zandi